# Johnny Cecotto
Alberto "Johnny" Cecotto (Caracas, 25 de janeiro de 1956) é um ex-automobilista venezuelano de Fórmula 1, DTM e de MotoGP.
Estreou na Fórmula 1 em 1983 pela equipe Theodore. O piloto só tinha condições de classificar o carro no fundo do grid. Logo na segunda prova da sua carreira, o venezuelano impressionou ao marcar o primeiro ponto com o 6.º lugar em Long Beach; acabou sendo o único naquela temporada com o 20.º na classificação final. Por falta de financiamento, a equipe não disputou as últimas duas provas do campeonato.
Em 1984, Cecotto fechou com a Toleman, tendo como companheiro de equipe, o então campeão da Fórmula 3 Inglesa e grande promessa internacional, o brasileiro Ayrton Senna.
Na equipe, Cecotto não conseguia acompanhar o ritmo do seu companheiro de equipe que era muito mais veloz e arrojado. Apenas uma vez, o piloto venezuelano largou na frente dele. Nas demais, toma uma diferença brutal com média de 2 segundos em treinos classificatórios. O piloto teve muitos abandonos e nenhum ponto marcado. A única prova que terminou foi o 9.º no GP do Canadá. Nos treinos para o GP da Grã-Bretanha, ele bate forte com o carro no muro de proteção a mais de 240 km/hora, causando graves ferimentos nas pernas. Impossibilitado de correr, Cecotto encerra sua carreira na Fórmula 1.

## Resultados

### Moto GP

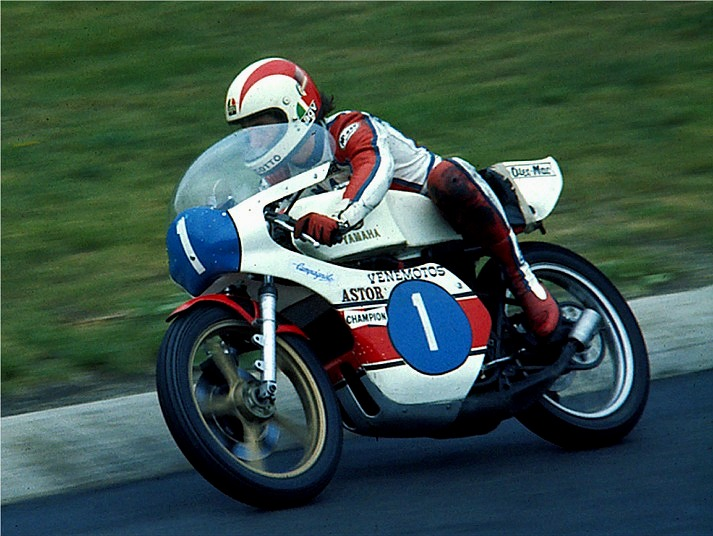
Cecotto durante a temporada de 1976 da MotoGP.

| Ano  | Classe | Equipe | 1      | 2       | 3       | 4       | 5       | 6       | 7       | 8       | 9       | 10     | 11     | 12    | 13     | Pontos | Classificação | Vitórias |
| ---- | ------ | ------ | ------ | ------- | ------- | ------- | ------- | ------- | ------- | ------- | ------- | ------ | ------ | ----- | ------ | ------ | ------------- | -------- |
| 1975 | 250cc  | Yamaha | FRA 1  | ESP NC  |         | GER NC  | NAT 2   | IOM -   | NED NC  | BEL 1   | SWE NC  | FIN 2  | CZE NC | YUG - |        | 54     | 4.º           | 2        |
| 1975 | 350cc  | Yamaha | FRA 1  | ESP 2   | AUT NC  | GER 1   | NAT 1   | IOM -   | NED 5   |         |         | FIN 1  | CZE NC | YUG - |        | 78     | 1.º           | 4        |
| 1976 | 350cc  | Yamaha | FRA 2  | AUT 1   | NAT 1   | YUG NC  | IOM -   | NED 8   |         |         | FIN NC  | CZE NC | GER 2  | ESP 4 |        | 65     | 2.º           | 2        |
| 1976 | 500cc  | Yamaha | FRA 2  | AUT NC  | NAT NC  |         | IOM -   | NED NL  | BEL -   | SWE -   | FIN -   | CZE -  | GER -  |       |        | 12     | 19.º          | 0        |
| 1977 | 350cc  | Yamaha | VEN 1  | AUT C   | GER Les | NAT Les | ESP Les | FRA Les | YUG Les | NED Les |         | SWE NC | FIN NC | CZE 1 | GBR NC | 30     | 9.º           | 2        |
| 1977 | 500cc  | Yamaha | VEN 4  | AUT Les | GER Les | NAT Les |         | FRA Les |         | NED Les | BEL Les | SWE 2  | FIN 1  | CZE 1 | GBR NC | 50     | 4.º           | 2        |
| 1978 | 500cc  | Yamaha | VEN NC | ESP 4   | AUT 2   | FRA NC  | NAT NC  | NED 1   | BEL NC  | SWE 6   | FIN 3   | GBR 7  | GER 2  |       |        | 66     | 3.º           | 1        |
| 1979 | 500cc  | Yamaha | VEN NC | AUT NC  | GER Les | NAT Les | ESP Les | YUG Les | NED Les | BEL NL  | SWE NC  | FIN 7  | GBR NC | FRA 5 |        | 10     | 20.º          | 0        |
| 1980 | 350cc  | Yamaha | NAT 1  |         | FRA 2   | NED 20  |         |         | GBR NC  | CZE NC  | GER 3   |        |        |       |        | 37     | 4.º           | 1        |
| 1980 | 500cc  | Yamaha | NAT 4  | ESP 6   | FRA 9   | NED 6   | BEL NC  | FIN -   | GBR 5   |         | GER 6   |        |        |       |        | 31     | 7.º           | 0        |

### Fórmula 1
(legenda)
| Ano  | Equipe                   | Chassi        | Motor                | 1         | 2         | 3         | 4         | 5         | 6         | 7         | 8         | 9         | 10        | 11       | 12       | 13        | 14 | 15 | 16 | Pontos | Posição  |
| ---- | ------------------------ | ------------- | -------------------- | --------- | --------- | --------- | --------- | --------- | --------- | --------- | --------- | --------- | --------- | -------- | -------- | --------- | -- | -- | -- | ------ | -------- |
| 1983 | Theodore Racing Team     | Theodore N183 | Ford Cosworth DFV V8 | BRA 14º G | USW 6º G  | FRA 11º G | SMR Ret G | MON NPQ G | BEL 10º G | USE Ret G | CAN Ret G | GBR NQ G  | GER 11º G | AUT NQ G | NED NQ G | ITA 12º G |    |    |    | 1      | 20º      |
| 1984 | Toleman Group Motorsport | Toleman 183B  | Hart L4 Turbo        | BRA Ret P | RSA Ret P | BEL Ret P | SMR NC P  |           |           |           |           |           |           |          |          |           |    |    |    | 0      | NC (29º) |
| 1984 | Toleman Group Motorsport | Toleman 184   | Hart L4 Turbo        |           |           |           |           | FRA Ret M | MON Ret M | CAN 9º M  | USE Ret M | DAL Ret M | GBR NQ M  |          |          |           |    |    |    | 0      | NC (29º) |

### 24 Horas de Le Mans[1]
| Ano  | Equipe                               | Nº | Co-Pilotos                           | Chassi           | Pneus | Classe | Voltas | Posição | Posição Na Categoria |
| Ano  | Equipe                               | Nº | Co-Pilotos                           | Motor            | Pneus | Classe | Voltas | Posição | Posição Na Categoria |
| ---- | ------------------------------------ | -- | ------------------------------------ | ---------------- | ----- | ------ | ------ | ------- | -------------------- |
| 1981 | BMW Italia BMW France                | 51 | Philippe Alliot Bernard Darniche     | BMW M1 Gr.5      | D     | Gr.5   | 277    | 16      | 5                    |
| 1981 | BMW Italia BMW France                | 51 | Philippe Alliot Bernard Darniche     | BMW M88 3.5L I6  | D     | Gr.5   | 277    | 16      | 5                    |
| 1996 | Team Bigazzi SRL Team BMW Motorsport | 39 | Nelson Piquet Danny Sullivan         | McLaren F1 GTR   | M     | GT1    | 324    | 8       | 6                    |
| 1996 | Team Bigazzi SRL Team BMW Motorsport | 39 | Nelson Piquet Danny Sullivan         | BMW S70 6.1L V12 | M     | GT1    | 324    | 8       | 6                    |
| 1998 | Team BMW Motorsport                  | 2  | Pierluigi Martini Joachim Winkelhock | BMW V12 LM       | M     | LMP1   | 43     | DNF     | DNF                  |
| 1998 | Team BMW Motorsport                  | 2  | Pierluigi Martini Joachim Winkelhock | BMW S70 6.0L V12 | M     | LMP1   | 43     | DNF     | DNF                  |